# Cratere Kopff
Kopff è un cratere lunare di 40,49 km situato nella parte sud-occidentale della faccia visibile della Luna.
Il cratere è dedicato all'astronomo tedesco August Kopff.

## Crateri correlati
Alcuni crateri minori situati in prossimità di Kopff sono convenzionalmente identificati, sulle mappe lunari, attraverso una lettera associata al nome.
| Kopff | Coordinate            | Diametro (in km) |
| ----- | --------------------- | ---------------- |
| B     | 16°53′24″S 86°21′00″W | 7,46             |
| C     | 18°19′48″S 86°13′12″W | 13,67            |
| D     | 19°52′48″S 89°54′00″W | 12,6             |
| E     | 15°58′12″S 89°54′36″W | 11,21            |

Il cratere Kopff A è stato ridenominato dall'Unione Astronomica Internazionale Lallemand nel 1985.